# De Baanbreker
De Baanbreker, sociaaldemocratisch orgaan, was een illegaal weekblad uit de Nederlandse stad Utrecht met opiniestukken, opgericht door W. Romijn. De eerste uitgave dateert van 19 augustus 1944. Pieter Jelles Troelstra had in 1893 reeds een blad uitgegeven onder dezelfde naam.
Er werden meerdere lokale edities gemaakt in onder andere Amsterdam, Rotterdam, 't Gooi en 's-Gravenhage (editie Zuid-Holland). De oplage lag tussen 3000-5000 in Utrecht. Het weekblad werd gedrukt bij drukkerij Steegstra in Bergum (Friesland). In de redactie zaten W. Romijn, W. Wijga en W. Pleysier. Met name jonge socialisten die de SDAP wilden vernieuwen hadden behoefte aan een richtinggevend orgaan. Het blad was vooral bedoeld voor arbeiders. 
In het eerste nummer van 19 augustus 1944 maakt de redactie ondubbelzinnig duidelijk wat de doelstellingen zijn van 'De Baanbreker':

Ons program in drie woorden:
- Socialisme – waaronder wij verstaan een sociale orde, die steunt op het gemeenschappelijk bezit der productiemiddelen, waarin de klassetegenstellingen zijn geliquideerd en de klassenstrijd is opgeheven.
- Democratie – want een socialistische bestuursvorm van het maatschappelijke leven moet de uitdrukking zijn van en steunen op de duidelijke wilsbeslissing van de volksmeerderheid.
- Internationalisme – omdat de verwerkelijking van het socialisme niet mogelijk is binnen de grenzen van slechts één of zelfs enige afzonderlijke staten; voorwaarden van een socialistische ontwikkeling zijn de groei ener internationale solidariteit en de vestiging van een bovennationale volkerengemeenschap.

In het tweede nummer werd ruimte ingericht voor de herdenking van: Vijftig jaar S.D.A.P.:

Naar de voleinding van haar taak! Op 26 augustus gedenken wij met dankbaarheid en trots degenen, die een halve eeuw geleden ons voorgingen op de weg, die leidde tot een groots stuk socialistische machtsvorming. Dankbaarheid voor hun onbezweken trouw aan hùn en òns ideaal. Trots, omdat wij de voortzetters mogen zijn van het door hen aangevangen werk. Want de partij moet worden hèropgebouwd. Haar taak moet worden voleindigd. De strijd om het socialisme-zèlf wacht nog. Daarom: sluit de gelederen!
Onder dezelfde naam werd er vanaf 30 september 1944 ook een gestencild nieuwsbulletin voor de regio Utrecht uitgegeven en vanaf eind december verving deze het opinieblad, mede vanwege transportproblemen vanuit Friesland. 

## Na de bevrijding

### De Baanbreker, onafhankelijk Weekblad voor Socialistische Politiek en Cultuur.
Op 30 juni 1945 werd het blad voortgezet met een kleine wijziging in de ondertitel. Het werd op tabloidformaat uitgebracht bij uitgeverij G.A. van Oorschot (uitgave Stichting "De Nieuwe Vrijheid"; directie: dr. P.J. v.d. Laan; administratie: Oudegracht 172-176, Utrecht)
In de redactie zaten: Albert Helman, Jacques de Kadt (na zijn terugkeer uit Japanse gevangenschap), Arthur Staal, L.J. Zimmerman, Max Nord en W. Romijn.

Tekeningen gemaakt door: Melle Oldeboerrigter, ook onder de naam Frits, en Jo Voskuil.

Bijdragen kwamen van: J.C. Bloem, Cola Debrot, Jo Boer, Henk van Galen Last, Jac. van Hattum, G.W. Huygens, E. van Moerkerken, Adriaan Morriën, R. Nieuwenhuis, L.B. Spanjer, Charles B. Timmer, Simon Vestdijk, Bep Vuyk, Ad. v. d. Veen.
Bekende namen die hebben meegewerkt en/of bijgedragen aan het blad zijn namen verbonden aan Het Parool als Simon Carmiggelt, H.A. Gomperts, Han G. Hoekstra en eerdergenoemde Max Nord. Verder droegen Bertus Aafjes, Willem Frederik Hermans, Joop den Uyl, Gerard van het Reve sr. en Sal Tas af en toe bij.
Uit de inhoud van het eerste nummer (met tekeningen van Melle en Voskuil):
- J.C. de Glopper: 'Ons onderwijs na de oorlog'.
- J.W. Matthijsen: 'Verkiezingsstrijd in Engeland'.
- Dra. Anne H. Mulder: 'In memoriam Johan Brouwer'.
- Max Nord: 'Menno ter Braak en Du Perron herdacht'.
- L.B. Spanjer: 'De wederopbouw van ons land'.
- Charles B.Timmer: 'De Sovjet-literatuur en het ideaal der vrijheid'.
- Prof. dr. H.N. ter Veen: 'Landbouw en socialisme'.
- Mr. J.J. van der Velde: 'Geen herstel van voor-oorlogse sociale verhoudingen'.

Het blad werd opgeheven eind september 1946.